# 大圍公立學校

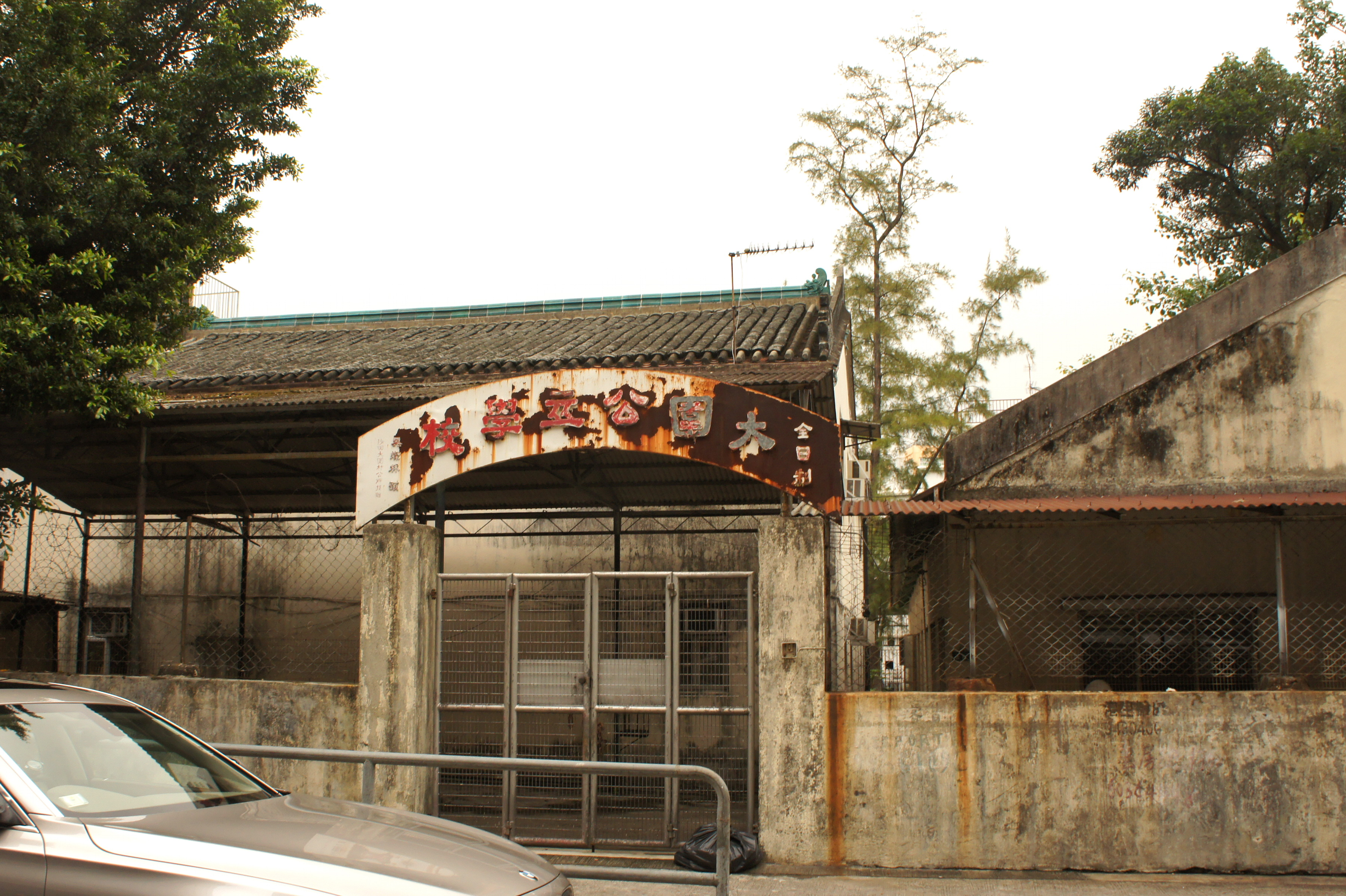
已經荒廢的校舍和破落的牌匾

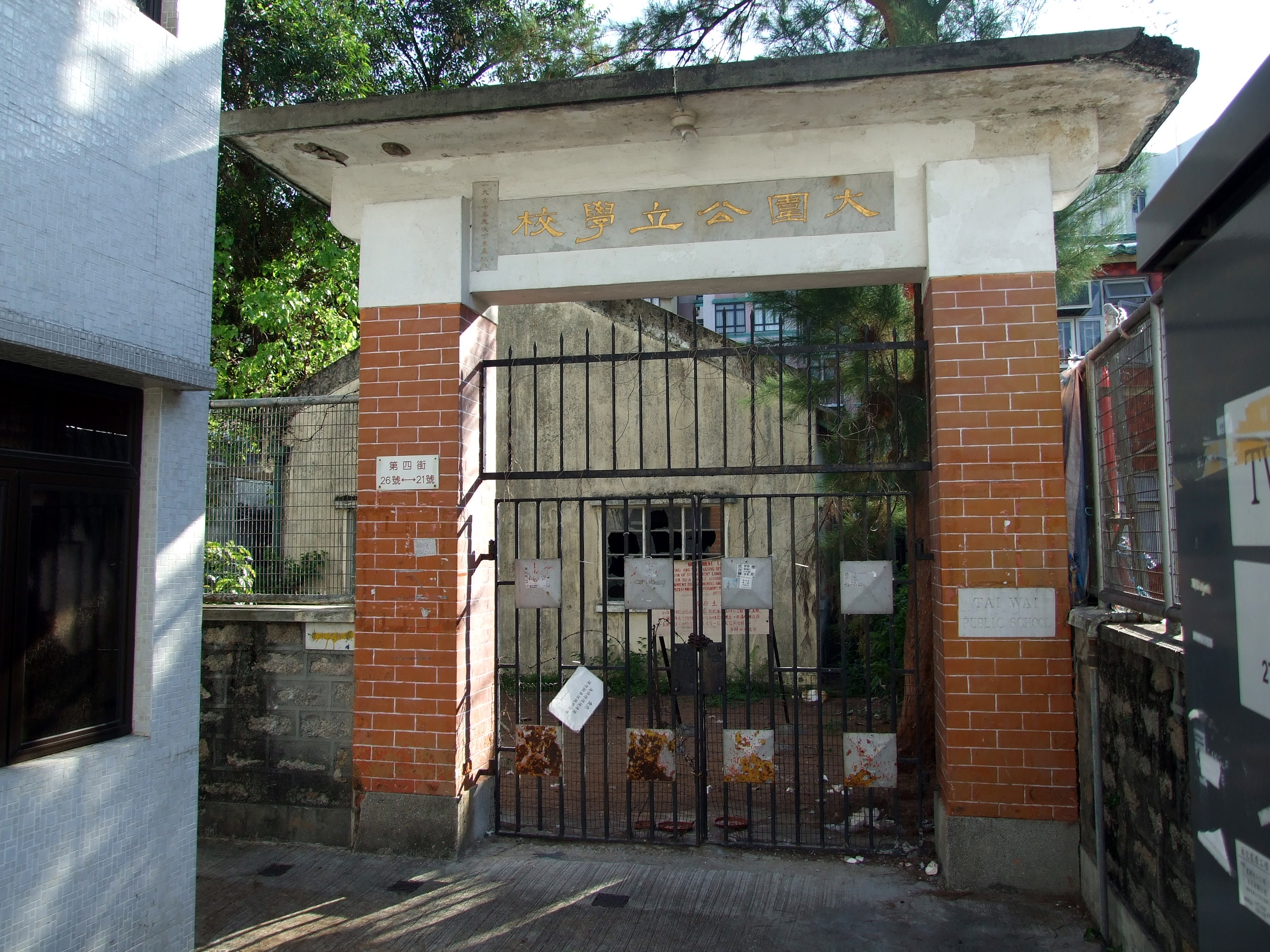
位於大圍村第四街的入口

大圍公立學校（英語：Tai Wai Public School），位處於香港新界沙田大圍積富街，佔地860平方（9,300平方英尺），由三幢平房和一幢兩層建築物組成，於1967年建立，於1996年停收小一，翌年停辦。此校曾經是服務大圍村及附近一帶村落的鄉村學校。有立法會議員於2014年曾經提議將空置校舍改建為臨時圖書館，建議被民政事務局局長否決，現址將全面清拆，並且興建三排十幢俗稱丁屋的小型屋宇。

## 歷屆行政人員

### 校監
- 蔡錦泉 先生[7]
- 吳燦林 先生[8]

### 校長
- 馮英華 先生[7]
- 王德如 先生[8]